# Chiesa di San Bernardo e Santa Maria Assunta
La chiesa di San Bernardo e Santa Maria Assunta è un luogo di culto cattolico situato nella località e sede comunale di Casavecchia, in piazza Don Pietro Barello, nel comune di Tiglieto nella città metropolitana di Genova. La chiesa è sede della parrocchia omonima della zona pastorale Ovadese-Genovese della diocesi di Acqui.

## Storia e descrizione
La parrocchiale fu costruita con pietra locale, tranne la parte dedicata alla canonica, nel corso del 1934 e fa parte della diocesi di Acqui.
Al suo interno, a tre navate, gli altari sono intitolati alla Nostra Signora di Lourdes, alla santa croce, a san Bernardo e al Sacro Cuore di Gesù.
Sono presenti due affreschi del pittore Piero Dalle Ceste: il primo nel presbiterio raffigura l'Assunzione di Maria in cielo tra i santi Pietro, Paolo, Bernardo e Francesco mentre nell'abside vi è affrescato la Passione di Gesù.
Tra gli arredi prelevati dall'abbazia di Santa Maria alla Croce vi è una statua dell'Assunta sull'altare maggiore, di scuola scultorea genovese del XVIII secolo.